# Areca concinna
Aréca concínna — вид однодольных растений рода Арека (Areca) семейства Пальмовые (Arecaceae). Описано в 1864 году британским ботаником Джорджем Генри Кендриком Твейтсом.

## Распространение, описание
Эндемик Шри-Ланки, распространённый на юго-западе страны. Произрастает в низменных тропических лесах.
Нанофанерофит либо фанерофит. Дерево небольшого размера. Внешне очень схож с Areca triandra.

## Замечания по охране
Вид считается вымирающим (статус «Endangered») согласно классификации Международного союза охраны природы. Причиной вымирания вида является хозяйственная деятельность человека.

## Значение
Культивируется крайне редко.